# Werner G. Daniel
Werner Günther Daniel (* 7. Juli 1947 in Coburg; † 14. Januar 2025) war ein deutscher Humanmediziner mit dem Schwerpunkt Kardiologie. Von 1993 bis 1997 war er Ordinarius für Innere Medizin und Direktor der II. Medizinischen Klinik am Universitätsklinikum Carl-Gustav-Carus der Technischen Universität Dresden. Von 1997 bis 2012 war er Ordinarius für Innere Medizin II (Kardiologie, Angiologie) der Friedrich-Alexander-Universität Erlangen-Nürnberg und Direktor der Medizinischen Klinik 2 (Kardiologie, Angiologie) des Universitätsklinikums Erlangen.

## Leben

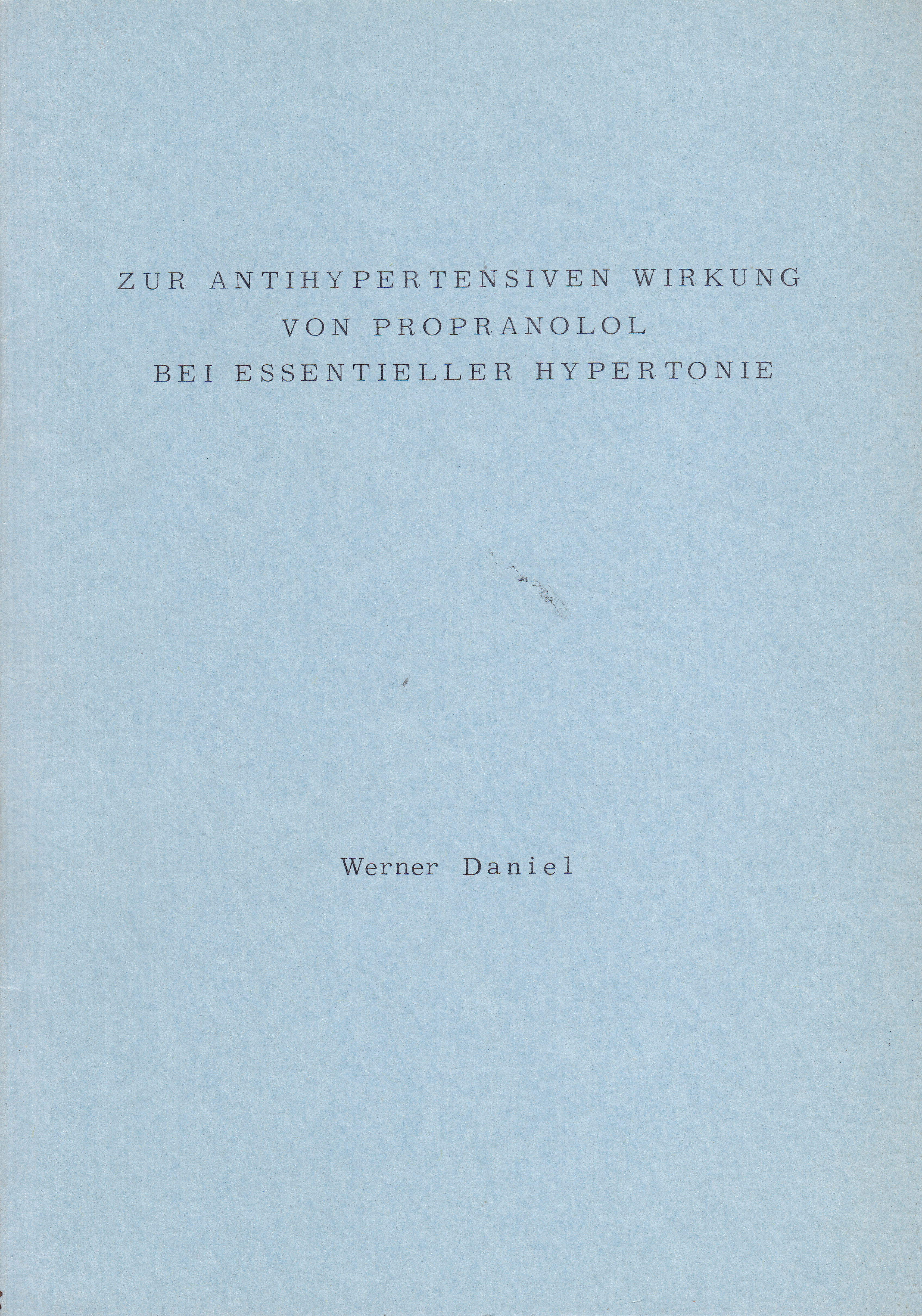
Titelseite der Promotion, 1974

Werner G. Daniel wurde als Sohn des Oberstudiendirektors Werner Daniel und seiner Ehefrau Erika Daniel geboren. Nach dem Abitur am Humanistischen Gymnasium Casimirianum in Coburg 1966 studierte er von 1966 bis 1972 als Stipendiat der Konrad-Adenauer-Stiftung Humanmedizin an der Ludwig-Maximilians-Universität München. Er promovierte ebendort im Jahr 1974 zum Thema „Zur antihypertensiven Wirkung von Propranolol bei essentieller Hypertonie“.
Von 1974 bis 1993 arbeitete er an der Medizinischen Hochschule Hannover und absolvierte unter Paul Lichtlen die Ausbildung zum Kardiologen. In dieser Zeit verbrachte er mehrere Forschungsaufenthalte bzw. Gastprofessuren in den USA. 1993 erfolgte die Berufung auf den Lehrstuhl für Innere Medizin der Carl-Gustav-Carus-Universität Dresden und 1997 die Berufung auf den Lehrstuhl für Innere Medizin II der Friedrich-Alexander-Universität Erlangen-Nürnberg, verbunden mit der Leitung der Medizinischen Klinik 2 (Kardiologie, Angiologie) des Universitätsklinikums Erlangen. Am 31. September 2012 emeritierte er.
Von 2002 bis 2012 war er Mitglied des Aufsichtsrats des Universitätsklinikums Erlangen. Im Jahr 2007 begründete er die „Forschungsstiftung Medizin am Universitätsklinikum Erlangen“, die er von 2008 bis 2023 als Vorstandsvorsitzender leitete. Von 2013 bis 2022 war er stellvertretender Vorsitzender des Kuratoriums der Stiftung Hochschulmedizin Dresden. Von 1998 bis 2017 war er Vorsitzender des Wissenschaftlichen Beirats der Deutschen Herzstiftung.

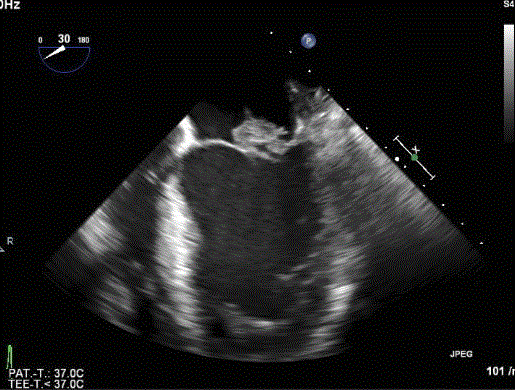
Transösophageale Echokardiographie: Endokarditis der Mitralklappe

Wissenschaftliche Schwerpunkte von Werner G. Daniel waren die kardiale Bildgebung, insbesondere mittels Echokardiographie und Computertomographie. Er ist einer der Pioniere der transösophagealen Echokardiographie und eine Arbeitsgruppe unter seiner Leitung publizierte die erste wissenschaftliche Arbeit zur Detektion von Koronararterienstenosen mittels eines computertomographischen Verfahrens.
Wiederholt wurde er als einer der zwei Prozent meistzitierten Forscher der Welt auf seinem Fachgebiet gelistet. Er ist Herausgeber des Standardwerks „Cardiogenic Embolism“ (1996).
Als akademischer Lehrer erhielt er in den Jahren 2006, 2007, 2008, 2009, 2010 und 2011 jeweils den 1. Preis für gute Lehre in der klinischen Medizin der Medizinischen Fakultät der Friedrich-Alexander-Universität Erlangen-Nürnberg.

## Publikationen
- Klaus Gahl (Hrsg.): Infektiöse Endokarditis. Steinkopff, Darmstadt 1994, ISBN 978-3-7985-0900-9.

## Ehrungen und Auszeichnungen (Auswahl)
- 1995: Inge Edler Lecture, University of Lund, Schweden
- 2009: Member of the European Academy of Sciences and Arts
- 2012: Erlanger Preis für Medizin, Technik und Gesundheit
- 2020: Bundesverdienstkreuz am Bande[11]